# Ichera Peak
Der Ichera Peak (englisch; bulgarisch връх Ичера wrach Itschera) ist ein 2600 m hoher Berg im westantarktischen Ellsworthland. In den Maglenik Heights im nordzentralen Teil der Sentinel Range des Ellsworthgebirges ragt er 18,88 km östlich des Mount Anderson, 4,21 km südsüdöstlich des Mount Gozur, 9,78 km südsüdwestlich des Zimornitsa Peak, 15,18 km westnordwestlich des Mount Besch und 5,93 km nordnordwestlich des Chapman Peak auf. Der Ellen-Gletscher liegt südwestlich und der Young-Gletscher nordöstlich von ihm.
US-amerikanische Wissenschaftler kartierten ihn 1988. Die bulgarische Kommission für Antarktische Geographische Namen benannte ihn 2011 nach der Ortschaft Itschera im Osten Bulgariens.